# Acide lysergique
 (mai 2025).
Si vous disposez d'ouvrages ou d'articles de référence ou si vous connaissez des sites web de qualité traitant du thème abordé ici, merci de compléter l'article en donnant les références utiles à sa vérifiabilité et en les liant à la section « Notes et références ».
L'acide lysergique, aussi appelé acide D-lysergique, est un précurseur pour un certain nombre d'alcaloïdes d'ergoline qui sont produits par certains mycètes dont l'ergot de seigle.
Les amides de l'acide lysergique sont généralement appelés des lysergamides et sont très répandus autant comme médicaments que comme substances psychédéliques (LSD, ergine...).
L'acide lysergique est généralement produit par hydrolyse des lysergamides mais on peut également le synthétiser en laboratoire.
L'acide lysergique est un composé chiral avec quatre stéréoisoméries, donc deux énantiomères. L'isomère avec la configuration inversée à l'atome de carbone 8 près du groupe de carboxy s'appelle l'acide isolysergique. L'inversion au carbone 5 près de l'atome d'azote mène à acide L-lysergique et acide L-isolysergique, respectivement.
L'acide lysergique est listé au tableau I de la Convention contre le trafic illicite de stupéfiants et de substances psychotropes de 1988.